# Evreyskoye schastye
Evreyskoye schastye (russo para Sorte judaica ou Felicidade judaica) é um filme de melodrama soviético de 1925 dirigido por Alexey Granovsky. Foi baseado em histórias escritas por Sholom Aleichem sobre seu personagem Menachem Mendel que Granovsky já havia dirigido numa adaptação para o teatro, com legendas do filme mudo escritas por Isaac Babel.
Na década de 1920, foi um dos primeiros filmes soviéticos em iídiche a ser lançado nos Estados Unidos.

## Enredo
Menachem Mendel tenta ganhar dinheiro, mas todos os métodos falham.

## Elenco
- Solomon Mikhoels como Menachim Mendel
- Moisei Goldblat como Zalman
- Tamara Adelgeym como Belya Kimbach
- S. Epstein
- I. Rogaler